# Francisco Solano Constancio
Francisco Solano Constancio (né en 1777 à Lisbonne et mort en 1846 à Paris) était un médecin, écrivain, traducteur et diplomate portugais de la première moitié du XIXe siècle.

## Biographie
Fils de Manoel Constancio, chirurgien du roi du Portugal, Francisco Solano Constancio est nommé agent diplomatique du Portugal à Paris en 1820, puis ministre plénipotentiaire à Washington. Il démissionne de ce dernier poste en 1829, et revient se fixer à Paris. Il est l'auteur d'un livre intitulé O Observador Lusitano em Paris (1815), d'un Précis de la Révolution française de 1789 à 1830, d'une Nouvelle grammaire portugaise à l'usage des Français (1832) ; il a également participé à la traduction en français de plusieurs ouvrages d'économie politique parmi les plus importants qui soient parus à son époque, notamment de Ricardo (Des principes de l'économie politique et de l'impôt), Malthus et Godwin.